# Hrvatski uskrsni običaji
Hrvatski uskrsni običaji dio su hrvatske tradicije. Uz slavlje Uskrsa razvili su se brojni običaji poput vazmenog bdjenja, uskrsnih krijesova, bojanja pisanica, odlaska na uskrsnu misu i pjevanja uskrsnih pjesama. Prije Uskrsa, vrijeme je korizme, u kojem se kršćani pripremaju za slavljenje Uskrsa molitvom, postom, slušanjem i čitanjem Božje riječi te dobrim djelima.

## Korizma
Korizma ili četrdesetnica (lat. quadragesima) dio je liturgijske godine u kojem se kršćani pokornički pripremaju za blagdan Uskrsa. 
Korizma počinje Pepelnicom, a završava pred Misu večere Gospodnje na Veliki četvrtak kojom počinje Vazmeno trodnevlje. Kršćani se pripremaju u korizmi za slavljenje Uskrsa: molitvom, postom, slušanjem i čitanjem Božje riječi te dobrim djelima. Odrasli pripadnici za krštenje - katekumeni imaju u korizmi završne pripreme za svoje krštenje u uskrsnoj noći. Na blagdan Pepelnice, svećenik posipa kršćane pepelom uz riječi: "Spomeni se čovječe da si prah i da ćeš se u prah pretvoriti."
Početak i kraj korizme označen je pokorom, tzv. strogim postom i nemrsom. Strogo postiti znači samo jedan put na dan do sita se najesti, a ne mrsiti znači ne jesti meso niti mesne prerađevine. Pepelnica slijedi nakon vremena fašnika i ludovanja, koje je najintenzivnije u Hrvatskom primorju. Korizma je u narodu vrijeme pročišćavanja i uzdržavanja od obilja, kako bi se dobilo više Božje milosti. Tada se nisu održavale svadbe ni veća slavlja. To je vrijeme zime pred nadolazeće proljeće, kada priroda miruje. Budući, da su ponestajale zalihe hrane, spremljene ujesen, korizmeni se jelovnik spravljao od onoga što je preostalo. U Gorskom kotaru su se za vrijeme korizme pripravljali: kiselo zelje, kisela repa, grah i krumpir, pečeni krumpir, kuhani krumpir začinjen s malo masnoće ili začinjena palenta, palenta i mlijeko, kukuruznica ili šmorn, sir i vrhnje, mlijeko i domaći kruh te kompoti od sušenog voća.  Meso se jelo samo nedjeljom. U Slavoniji su se za vrijeme korizme jele posne slastice: slane kiflice, poderane gaće, zlijevanke, ćoravi kolač i sl.
U Vinkovcima, djevojke su se subotama i nedjeljama u korizmi okupljale oko kapelica u različitim dijelovima grada i pjevale Gospin plač i muku Isusovu. Tada su dolazili i momci, te su uz kokice i posne kolačiće igrali i određene igre.
U narodu postoji bogatstvo pučkih korizmenih popijevki, koje se dijele u dvije skupine: popijevke pokorničkoga karaktera i popijevke o muci Gospodnjoj. Hrvatski muzikolog Miroslav Vuk nabrojio je čak 71 pjesmu za korizmeno razdoblje, no moglo bi se reći da danas u narodu živi oko 30 napjeva. Najpoznatije korizmene pjesme u hrvatskom narodu su: "Ja se kajem Bože mili" autora Jurja Muliha iz 1746., "Počinje se strašna muka" i "O Isuse, daj da pjevam" Vilka Novaka iz 1909. Nezaobilazna pjesma Križnog puta je "Stala plačuć' tužna mati", koja se nalazi u najvažnijoj hrvatskoj crkvenoj pjesmarici Cithara Octochorda objavljenoj 1701. godine.

### Cvjetnica
Cvjetnica ili Nedjelja Muke Gospodnje slavi se u nedjelju prije Uskrsa. Ona je uvod u Veliki tjedan. Crkva se spominje Isusovog trijumfalnog ulaska u Jeruzalem u dane prije Pashe, opisanog u sva četiri Evanđelja (Marko 11:1-11, Matej 21:1-11, Luka 19:28-44, i Ivan 12:12-19), ali i njegove muke koja je uslijedila nakon toga. Kad je ulazio u Jeruzalem, narod je dočekao Isusa mašući palminim i maslinovim grančicama i rasprostirući svoje haljine, putem kojim je išao jašući na magarcu. 
Na Cvjetnu nedjelju i danas se na misu nosi stručak grančica na blagoslov. Obično su to grančice masline, a uz njih i grančice drijena, lijeske, bršljana i sl. U Gorskom kotaru blagoslovljeni stručak stavljao se za rog pod krovom uz riječi "Bože blagoslovi taj dom" i s vjerovanjem, da će kuću zaštititi od nesreće. Kod velikog nevremena u vatru se bacao komadić blagoslovljenih grančica, kako bi se zaštitila kuća od groma.  U Krasnu poslije mise grančica se nosi kući, gdje se čuva tijekom godine zataknuta za pojedine predmete, primjerice okvir svete slike, prozor ili ogledalo, a zatiče se i u staju kao zaštita stoke. Osim zaštite kuće i ukućana te stoke, vjeruje se da grančica može štititi i od nevremena i tuče.
Cvjetnica se u južnoj Hrvatskoj zove i Palmana nedjelja te Neđeja od pôme u Župi dubrovačkoj. Rano u jutro vjernici su se pripremali, da s pomom (isprepletena palmina grančica) i maslinovim grančicama ide u crkvu, da bi ih blagoslovili. Pomu su nosila samo djeca. One obitelji koje nisu imale djece ili su im djeca već odrasla, davali su pome djeci iz susjedstva. Djeci bi bilo drago imati što više poma, jer se na Uskrs djeci darivala pisanica, a onome tko je nosio pomu dali bi dvije. Pome su i u 19. stoljeću bile rijetkost, a i danas su cijenjene zato što se izrađuju samo u južnom dijelu Hrvatske, a malo žena zna kako se pletu. Nakon blagoslova, pome se odnose u pčelinjak, u polje, u staju, a u kući se stavljaju ispred raspela ili svete slike.  Stara, prošlogodišnja, poma po običaju se ne smije baciti u smeće, već se ili zakapa u zemlju ili se, češće, spaljuje, a pepeo se koristi za pepeljenje na Pepelnicu.
Stari obrasci molitve blagoslova grančica isticali su zaštitu od zla i bolesti. Među starijim formulama blagoslova, a najstarije su iz približno 700. godine, vidna je zaštitnička uloga koja se očitovala kroz čuvanje i jedenje blagoslovljenih grančica. Na početku 20. stoljeća i Zagrebački misal ima molitvu u kojoj se kaže da blagoslovljene grančice "gdje god budu unesene blagoslov prime prebivaoci onoga mjesta: i otjeravši sve protivštine Tvoja desnica da zaštiti one, koje je otkupio Isukrst, Sin Tvoj Gospod naš." U novim formulama molitava blagoslova nad grančicama naglašava kristocentričnost običaja gdje se ističe vjernička uloga nasljedovanja Isusa i dok "danas držimo grančice u čast Kristu pobjedniku, daj da po Njemu budemo plodni dobrim djelima."
U nekim hrvatskim krajevima postoji običaj umivanja na Cvjetnicu (negdje i na Veliku subotu) cvijećem (često ljubicama) i biljem. To je običaj djevojačkog umivanja u proljetnome cvijeću, koje je nabrano u polju ili ispred kuće i stavljeno u lavor. I "santrač" (ograda oko bunara) je bio posebno nakićen. Htjelo se dati počast vodi i cvijeću, mladosti i proljeću. Od Cvjetnice do Uskrsa u kućama je gotovo tišina, osobito na Veliki petak.

## Veliki četvrtak
Veliki četvrtak kršćanski je spomendan Isusove posljednje večeri. Na Veliki četvrtak ujutro slavi se Misa posvete ulja (Missa chrismatis) na kojoj se posvećuje krizma (ulje za svetu potvrdu), te blagoslivlja ulje za bolesničko pomazanje i katekumene. 
U dane Svetog trodnevlja, tj. od četvrtka do subote, redovito se nisu obavljali težački poslovi na polju. U te dane ne zvone crkvena zvona. U Dalmaciji je običaj da se na Veliki četvrtak vezuju crkvena zvona. Dječaci drvenim škegrtaljkama označuju vrijeme jutarnje, podnevne i večernje molitve Anđeo gospodnji te vrijeme početka crkvenih slavlja. Pretkršćanskog je podrijetla običaj šibanja. Poznat je u Istri i u Slavoniji, gdje se naziva "šibarine". U Gornjoj Bebrini, na Veliki četvrtak poslije tri sata ne dira se u zemlju i ide se na misu. Na Veliki petak u 11 h bila je šibarina. Svako dijete je imalo našaranu šibu. Kršćanski sadržaj tom je običaju pridodan u Dalmaciji, gdje se na Veliki četvrtak, a negdje u sve dane Svetog trodnevlja udara šibama po crkvenim klupama tako dugo dok se ne izlome šibe, a čin se naziva "tući barabana" pa naziv podsjeća na Barabu, sudionika Isusova procesa pred rimskim upraviteljem Poncijem Pilatom. Šibe su bile od trsa iz starog vinograda ili od grana masline ili gloga. U Labinštini na Veliki četvrtak, za večeru se jelo zelje (kupus), jer se vjerovalo da je na posljednjoj večeri Isus s učenicima isto večerao. Zato se ovaj dan još nazivao zeljavi četvrtak.
U Bosni se na Veliki četvrtak kuha varivo od srijemoža (medvjeđi luk, lat. Allium ursinum). To je divlja biljka, koja ima miris po češnjaku. Bijeljenje ili vapnjenje kuće običaj je vezan uz Veliki tjedan. Kuća se čisti i obnavlja, kao što se teži čišćenju duše.

### Procesija za križem
Procesija za križem ili hvarska procesija za križen naziv je za tradicijsku noćnu procesiju, koja se već nekoliko stoljeća svaki Veliki četvrtak organizira na otoku Hvaru.
Procesija je jedinstveni obred osobite pobožnosti te izraz vjerskog i kulturnog identiteta. Iznimna je i po svom trajanju i po naglašenom pasionskom sadržaju, pripremaju je i provode bratovštine, odnosno zajednice hvarskih vjernika u čiju je povijest i život križ duboko upisan. Okosnica procesije je Gospin plač, osmerački pasionski tekst iz 15. stoljeća kojeg u formi glazbenog dijaloga pjevaju izabrani pjevači, kantaduri. Dva pjevača iz svake procesije po dolasku u crkvu započinju pjevati Gospin plač a druga dvojica im odgovaraju pjevajući posebne stihove ispjevane u čast zaštitnika crkve i nadahnute mukom Isusovom. Prvi zapis o procesiji "Za Križem" nalazimo u vizitaciji biskupa Milania iz 1658. godine. On bilježi da je procesija započela znatno ranije i odvijala se na Veliki Petak ujutro ili iza ponoći. Danas procesija "Za Križem" počinje u 22 sata na Veliki Četvrtak, traje 8 sati, duga je oko 22 km i obuhvaća šest župa: Jelsu, Pitve, Vrisnik, Svirče, Vrbanj i Vrbosku.
Put koji vodi od crkve do crkve osvjetljava se svjetiljkama i spužvama namočenim u parafinsko ulje, a na prozore kuća ljudi stavljaju svijeće. Procesiju predvode odabrani križonoše koji nose križ težak do 18 kilograma, ponekad bosonogi, odjeveni u bijele tunike kao i ostali članovi bratovštine. U Vrbanju je običaj, da se na povratku pohodi groblje te se oda počast pokojnicima koji više ne mogu sudjelovati u procesiji. Tada se pjeva "Martvih duše ti sahrani, di su tvoji odabrani".

## Veliki petak
Veliki petak je kršćanski spomendan Isusove muke i smrti. Na Veliki petak, ne slavi se euharistijsko (misno) slavlje. Oltar je bez križa, svijećnjaka, cvijeća i oltarnika, da se simbolizira Isusova muka i smrt, a vjernici se u crkvi okupljaju razmišljajući o Isusovoj muci. Post je obavezan na Veliki petak, za sve osobe od 18 do 60 godina. Ne jede se meso toplokrvnih životinja niti mesne prerađevine, a dopušten je jedan cjeloviti obrok. U kontinentalnom dijelu Hrvatske, najčešće se jede grah, suho voće, kompoti, štrudle od sira te tijesto s orasima i makom. Također se jede i riba. U kontinentalnom dijelu šaran i štuka, a u Istri, Primorju i Dalmaciji morska riba i plodovi mora.
Stariji ljudi nekada su molili 33 Isusove krunice. Pije se čaša crnog vina kao uspomenu na prolivenu Isusovu krv. Na Veliki petak sve je tiho jer se vani ništa ne radi. Posebno se ne radi ništa, ako se mora nešto tući npr. čekićem i sl. U Poljicima se navečer prije obreda pjeva Gospin plač. Na Veliki petak u svim Kaštelima održavala se procesija s upaljenim svijećama i nošenjem križa kao simbolom, koji je od simbola muke i trpljenja postao znak spasenja i otkupljenja. U Kaštel Starome je do 1910. bio običaj, da se na prozore kuća stavljaju glemoči (veliki puževi) napunjeni uljem s fitiljem, koji su postavljani u križ. Na krov crkvice sv. Josipa u Kaštel Starom postavljani su poveći volci, dok su procesiju pratili i ribarski brodovi, na kojima bila upaljene svjetiljke.

### Žudije
Žudije su čuvari Kristova groba u dalmatinskom tradicijskom običaju uprizorenja događaja oko Isusove muke, smrti i uskrsnuća. Mladi sjemeništarac Ante Gluščević iz talijanskog Loreta 1857. donio je taj običaj u svoju župu sv. Ilije u Metkoviću, otkud se proširio dolinom Neretve i kasnije Dalmacijom i Dalmatinskom zagorom. Ovaj tradicijski običaj raširen je po cijeloj Dalmaciji od kraja 19. stoljeća. S vremenom, svaka je župa iznjedrila svoje običaje tako da se danas ti običaji međusobno razlikuju po svojim specifičnostima. Naziv je grčko-romanskog podrijetla i vjerojatno znači "Židov". Žudije čine 12 stražara predvođenih zapovjednikom tzv. "judom" kao trinaestim članom. Najčešće su odjeveni u odore rimskih vojnika, a nagdje i u odore mornara ili u narodne nošnje. Postoji pravilnik ili scenarij djelovanja žudija u te dane: vrijeme kad izlaze, redoslijed mijenjanja, postupak zamjene, redoslijed u procesiji i to u detalje sa slikovitim skicama i shemama kao pravi vojnički pravilnik. Uprizorenje počinje na Veliki četvrtak kada žudije izlaze pred oltar, gdje stražare izmjenjujući se po četvorica sve do Vazmenog bdijenja. Žudijski običaji završavaju na Veliku subotu kada se pjevaju "Gloria" i "Slava Bogu na visini". Nakon što se ugase sva svjetla, začuje se jak zvuk i uzvik: "Isus je uskrsnuo", nakon čega se ponovo pale sva svjetla, žudije padaju na pod i preplašene pobjegnu.
U vrijeme komunizma, u pojedinim mjestima, mladići koji su se angažirali kao žudije bili su pod budnim okom tadašnje vlasti i nisu mogli dobiti posao pa su izolirani iz društva. Ponegdje su žudije i ukinute, a običaj je ponovno zaživio u samostalnoj Hrvatskoj.

## Velika subota
Dan je tišine i molitve. Radili su se samo kućni poslovi, nije se išlo na polje. Domaćice bi pekle sirnice, a djeca bojala pisanice. Posjećuje se posebno uređeni Božji grob u crkvi. Ne slavi se euharistijsko (misno) slavlje. U subotu navečer, slavi se vazmeno bdijenje, koje pripada u obrede Uskrsa.
U sjeverozapadnoj Hrvatskoj čest je običaj uskrsnih krijesova - vuzmenki. U mnogim našim krajevima ljudi pripravljaju pred crkvom pravu gomilu drva koju onda pale kresanjem kamena o kamen, a ne suvremenim upaljačem ili šibicom. No prije je svećenik palio vatru tako da je potpaljivao gubu - koja raste po panjevima i na starom drveću - i zatim naslagana drva.

## Uskrs
Uskrs je najveći kršćanski blagdan, slavi se središnji događaj kršćanstva: Kristovo uskrsnuće. Skrušene molitve, procesije, obredne vatre, blagdanski spravljena jela i kolači i njihov blagoslov u uskrsnoj košari, bojenje uskrsnih jaja, uskrsno čestitanje i darivanje te pjesme u slavu Uskrsa tek su dio pučkih uskrsnih običaja.
Za Uskrs se odlazi na jutarnju misu ili se na Veliku subotu odlazi na svečano vazmeno bdjenje. Na sam Uskrs tradicijski se blaguje šunka, a domaćice često ispeku kruh te priprave druge slastice. Hrana se prije blagovanja odnosi u crkvu u uskrsnim košarama na uskrsnu misu gdje je svećenik blagoslivlja, a potom vjernici odlaze kućama na uskrsni objed i slavlje. Tradicijska uskrsna jela su: pinca, sirnica, razne uskrsne pogače ukrašene pisanicama, peciva, kuhana šunka i šunka pečena u kruhu s mladim lukom, hrenom i rotkvicama, kuhana kokoš s domaćim rezancima, kuglof, rožata i dr. U okolici Bjelovara, pekli su se kovrtanji u obliku srca, sunca, lire. Uskrsni je kruh hrvatska tradicija koja se njeguje i danas. Izrađuje se dan uoči Uskrsa, obično je okrugloga oblika i na površini tijesta zarezan je najčešće križ, peče se u krušnoj peći.
Djeca se za Uskrs igraju igrama u koje su uključene pisanice poput: tuckanja pisanicama, gađanja pisanica kovanicama, traženja sakrivenih pisanica po kući ili u travi izvan kuće i sl. U igri tuckanja jajima, uzme se svoje jaje i izabere se protivnika. Jaja se jedno u drugo tuckaju vrhovima, a pobjednik je onaj čije jaje ostane čitavo i on nastavlja igru. Pisanica pobjednica je ona, koja ostane čitava nakon cijelog kruga tuckanja.
Nekoć je Uskrs bio smatran savršenim trenutkom krštenja stoga se na toj misi novi članovi pridružuju Crkvi, a stari članovi obnavljaju zavjete. Pjevaju se veselije i svečanije pjesme te slavi samo uskrsnuće.
U srednjem dijelu gornje Hrvatske, posebice u Prigorju i Zagorju postoji tzv. pohod raspetnika ili križičara. Kako su tamo sve do 1954. crkvena slavlja Velikog tjedna bila održavana prije podne raspetnici su odmah poslije svečanosti uskrsnuća obilazili sela. Bila je to skupina koju je predvodila osoba s raspelom, a počesto ju je pratio netko s bubnjem i pjesmom. Prva takva pjesma vezana uz taj običaj datira još iz 1644. kada je zapisana u tzv. Pavlinskoj pjesmarici. Prema običaju raspetnici su ulazili u kuću ili bi stali pred nju čekajući da ukućani izađu van te su svakome nudili raspelo da ga poljube. Ukućani bi ih potom darivali novcem, a mlade snahe rupcem.

### Uskrsne pjesme
Postoji mnogo crkvenih pjesama koje opjevavaju Isusovu muku, raspeće i uskrsnuće. U hrvatskoj uskrsnoj tradiciji najpoznatije su „Kraljice neba”, „Uskrsnu Isus doista”, „Gospodin slavno uskrsnu”, „Na nebu zora rudi” i dr. Poznato je oko 100 skladbi, koje se pjevaju kao uskrsne pjesme od Velike subote do Duhova, ali samo 30-ak se pjeva i danas. U njima se nalaze poredbe, metafore, epiteti. Opseg je od četverostihovne kitice do epsko-lirske balade ili poeme. Ipak, tekstualno gledano pretežu lirske pjesme, osjećajne i misaone: pjesme-molitve, pjesme-pokajnice, pjesme-žalosnice, pjesme-radosnice i himne. Godine 1979. započeo je najstariji festival hrvatske popularne kršćanske glazbe pod nazivom Uskrs fest, na kojem se izvode nove pjesme s uskrsnim i općekatoličkim temama.

### Pisanica
Bojanje pisanica duboko je ukorijenjeno u hrvatskoj tradiciji. Glinena jaja pronađena su u grobovima starih naroda na našem prostoru, prije dolaska Hrvata. Za bojanje pisanica, koristile su se prirodne boje, najčešće crvena dobivena kuhanjem ljuski crvenoga luka. Crne pisanice karakteristične su za Međimurje. Boja se dobila od bobica bazge ili čađe. Motivi na pisanicama radili su se struganjem iglama, skalpelima ili nožićima. Koristio se i vosak, tako da se na vrh pera ili tankoga drvenoga štapića stavila kuglica voska, koji se rastalio na plamenu svijeće. Kada se završilo crtanje voskom, jaje se stavilo u boju i kuhalo. Na kraju se premazalo komadićem slanine radi sjaja. 
Motivi na pisanicama bili su:
- biljni: cvijeće, klas pšenice, djetelina, vinova loza;
- životinjski: ptice, leptiri, zečevi;
- kršćanski: križ, citati iz Biblije;
- hrvatski: pleter, hrvatski grb, stihovi iz rodoljubnih pjesama.

Pisanice su darivali zaljubljeni s ljubavnim motivima (srca, dva goluba) ili porukama (ovo se jaje za poljubac daje - Međimurje), kako ljubavnim, tako religioznim i čestitkama. Djevojke bi u Podravini svoje dobivene pisanice ponosno stavljale na prozore, a u Dubrovniku bi mlade zaručniku darovale tucet jaja, a budućoj svekrvi ispekle bi pletenicu od tijesta. U okolici Đurđevca na pisanicu se pisala čestitka s dobrim željama. U bogato ukrašenim košarama hrana se nosila u crkvu na blagoslov na Vazmeno bdijenje. Pisanice su se darivale susjedima i rođacima. Bio je i običaj tucanja jaja. Pobjednik je onaj čije jaje ostane neoštećeno. Djeca su se igrala gađanja jaja novčićem.
Od 2008. godine pisanica u Hrvatskoj ima status nematerijalnoga dobra. Turistička zajednica Koprivničko-križevačke županije je 2009. godine pokrenula projekt izrade velikih uskrsnih jaja oslikanih u maniri naive u suradnji sa slikarima naivcima članovima Udruge hlebinskih slikara i kipara, Udruge "Molvarski likovni krug" i Likovne sekcije "Podravka 72". U suradnji s Hrvatskom turističkom zajednicom velika uskrsna jaja, krasila su trgove gradova i mjesta u Hrvatskoj i u inozemstvu.